# Joelbok

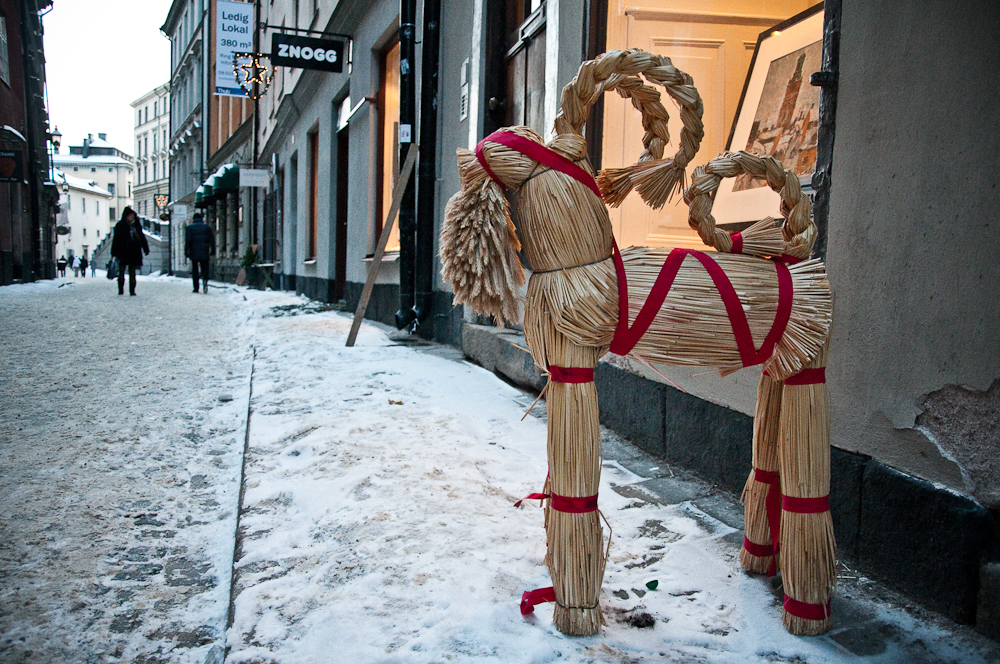
Een joelbok in Gamla Stan, Stockholm

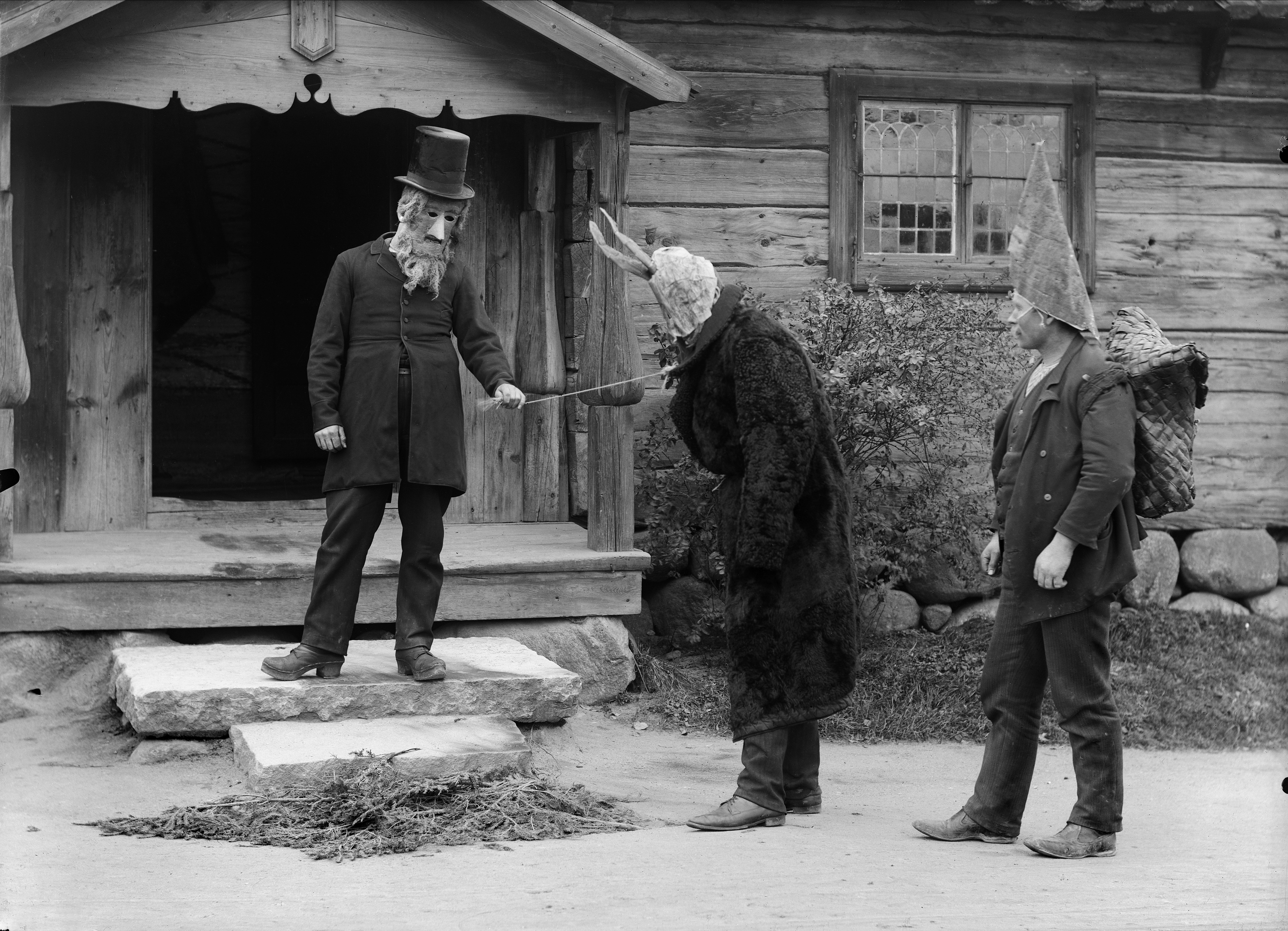
De Joelbok (Julbock) met gezelschap, foto genomen in Bollnässtugan, Skansen, Nordiska museet

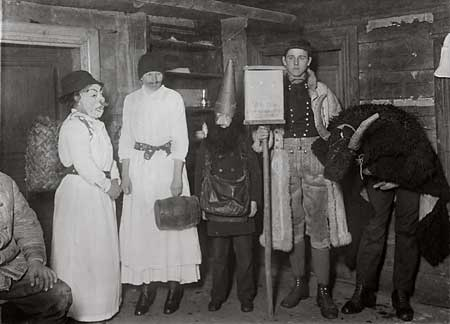
Sterrenzangers met een joelbok, 1917

Een joelbok (Fins: Olkipukki) is een symbool dat men in de Scandinavische landen en Finland tegenkomt in het kader van het Joelfeest (ook wel Yule) en inmiddels ook ter gelegenheid van kerstmis.
De joelbok in de Scandinavische landen is tegenwoordig vooral bekend als kerstversiering. Deze moderne versie van de joelbok is een decoratieve geit van stro, vastgebonden met rode linten. Het is een populaire kerstversiering die vaak onder of op de kerstboom wordt aangetroffen. Grote versies van dit ornament worden vaak rond Kerstmis in steden en dorpen neergezet; een traditie die begon met de Gävle-geit in 1966. Deze traditie is geplaagd door vandalisme en brandstichting. Om dit te voorkomen wordt het ornament bewaakt. Dit heeft geresulteerd in creatievere pogingen om het in brand te steken.

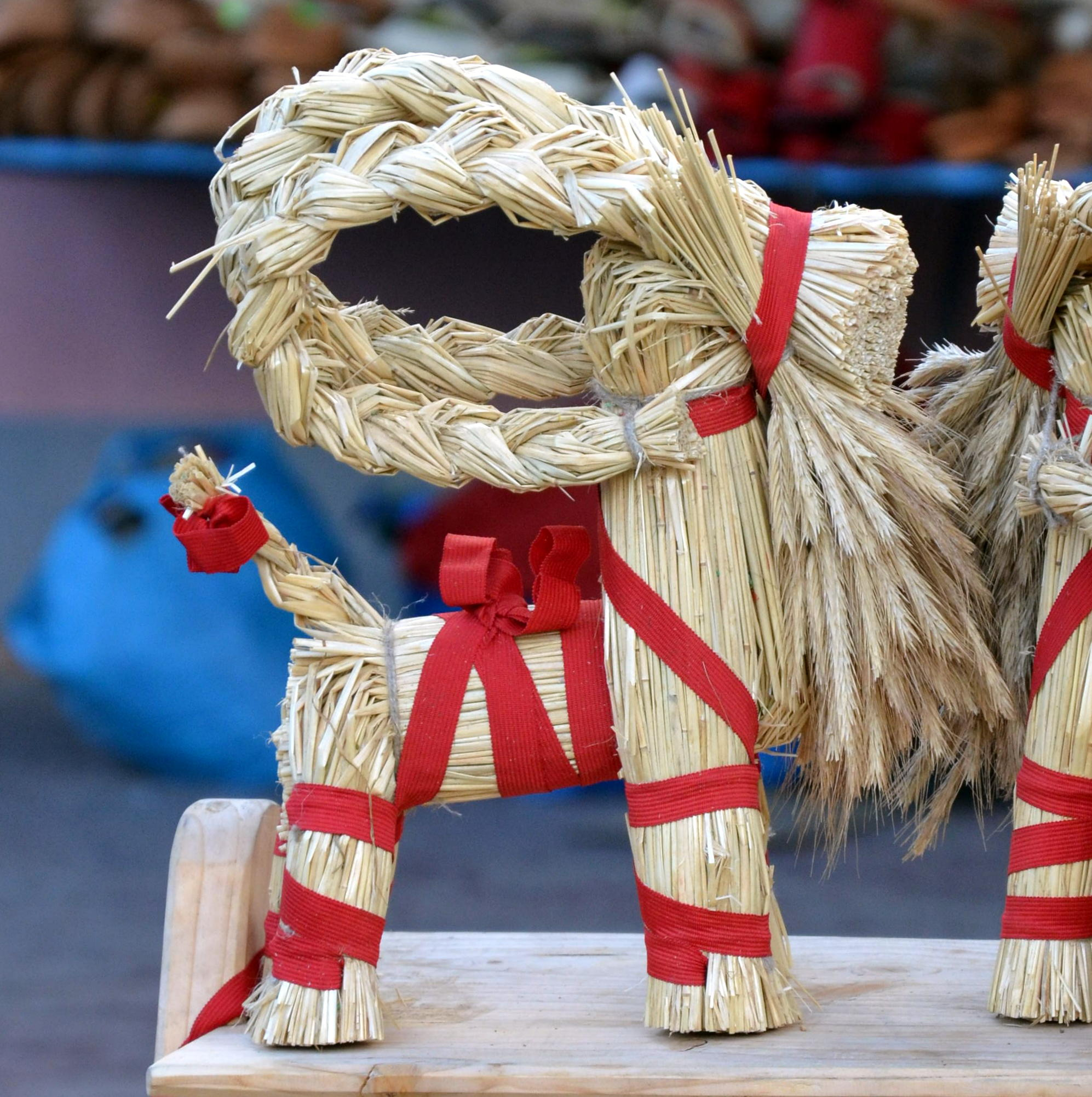
Joelbok (Strohbock) in Polen als kerstversiering
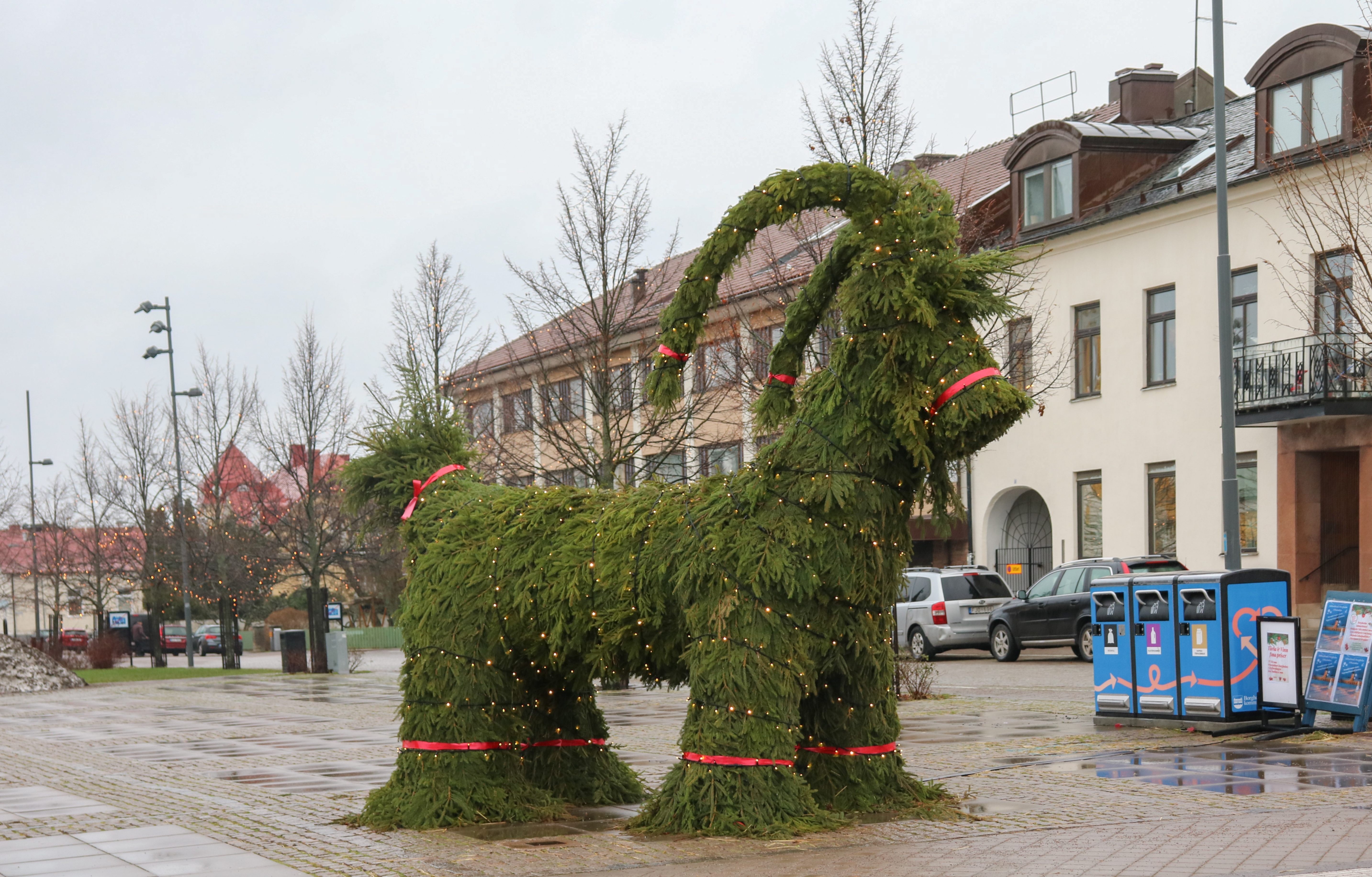
Julbocken in Borgholm

## Geschiedenis

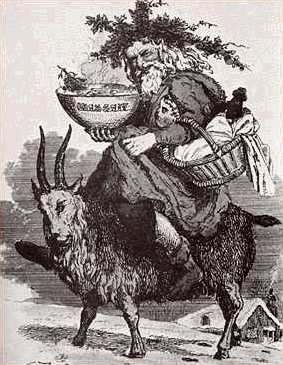
Father Christmas (een variant op de kerstman) met wassailkom en de joelbok

Het gebruik van een Joelbok dateert uit prechristelijke tijden. Een bekende theorie is dat het hier gaat om een symbool van de dondergod uit de Noordse mythologie (Thor) die rondreed op een door twee bokken, Tanngrisnir en Tanngnjóstr, rondgetrokken strijdkar. 
De laatste bundel graan die in de oogst werd gebundeld, kreeg magische eigenschappen (toegeschreven als de geest van de oogst en werd bewaard voor de Yule-vieringen. Dit sluit aan bij oude proto-Slavische overtuigingen, waarbij het Koliada (Yule) festival de god van de vruchtbare zon en de oogst eert. Deze god, Devac (ook bekend als Dazbog of Dažbog), werd vertegenwoordigd door een witte geit. Zodoende hadden de Koliada festivals altijd een persoon gekleed als een geit, die vaak offers eiste in de vorm van geschenken. Een mensgrote geitfiguur is bekend uit 11e-eeuwse herinneringen aan Childermas, waar het werd geleid door een man gekleed als Sint Nicolaas, wat zijn controle over de Duivel symboliseerde. 
Andere tradities zijn mogelijk gerelateerd aan de korenschoof die de joelbok wordt genoemd. In Zweden beschouwden mensen de joelbok als een onzichtbare geest die enige tijd voor Kerstmis zou verschijnen om ervoor te zorgen dat de Yule-voorbereidingen goed werden uitgevoerd. Voorwerpen gemaakt van stro of ruw gehouwen hout konden ook de joelbok worden genoemd, en in de oudere Scandinavische samenleving was een populaire kerstgrap om deze joelbok in het huis van een buurman te plaatsen zonder dat ze het merkten; de familie die succesvol een grap had uitgehaald, moest er op dezelfde manier vanaf komen.
De functie van de joelbok is door de eeuwen heen aangepast. In een Scandinavische gewoonte die vergelijkbaar is met de Engelse traditie van wassailing, die met Kerstmis of Driekoningen wordt gehouden, liepen jonge mannen in kostuums tussen de huizen door terwijl ze liedjes zongen, toneelstukken opvoerden en streken uithaalden. Deze traditie is bekend sinds de 17e eeuw en wordt in bepaalde gebieden nog steeds voortgezet. De groep kerstfiguren omvatte vaak de joelbok, een luidruchtig en soms angstaanjagend wezen dat om geschenken vroeg. 
In de 19e eeuw veranderde de rol van de joelbok in heel Scandinavië richting die van brenger van kerstcadeaus, waarbij een van de mannen in de familie zich verkleedde als de joelbok. Hierin zou een verband kunnen bestaan met de Kerstman en de oorsprong van de joelbok in de middeleeuwse vieringen van Sint-Nicolaas. De geit werd vervolgens vervangen door de jultomte (Vader Kerstmis / Kerstman / kabouter) of julenisse in de tweede helft van de 19e eeuw en het begin van de 20e eeuw, hoewel hij in Finland nog steeds de Joulupukki (joelbok) wordt genoemd, en de traditie van de mensgrote geit verdween.

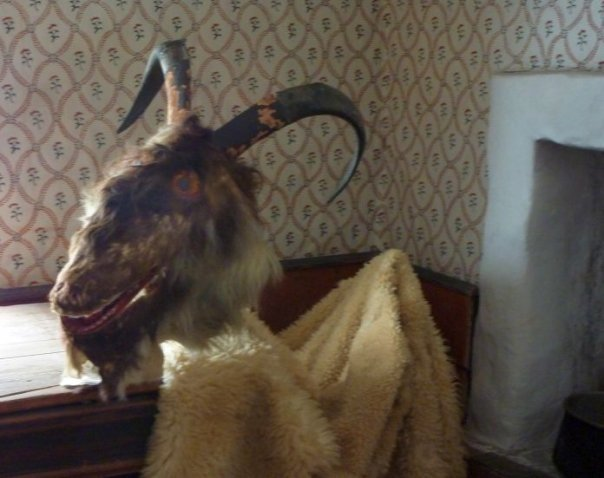
Masker en pak voor de joelbok, Skansen
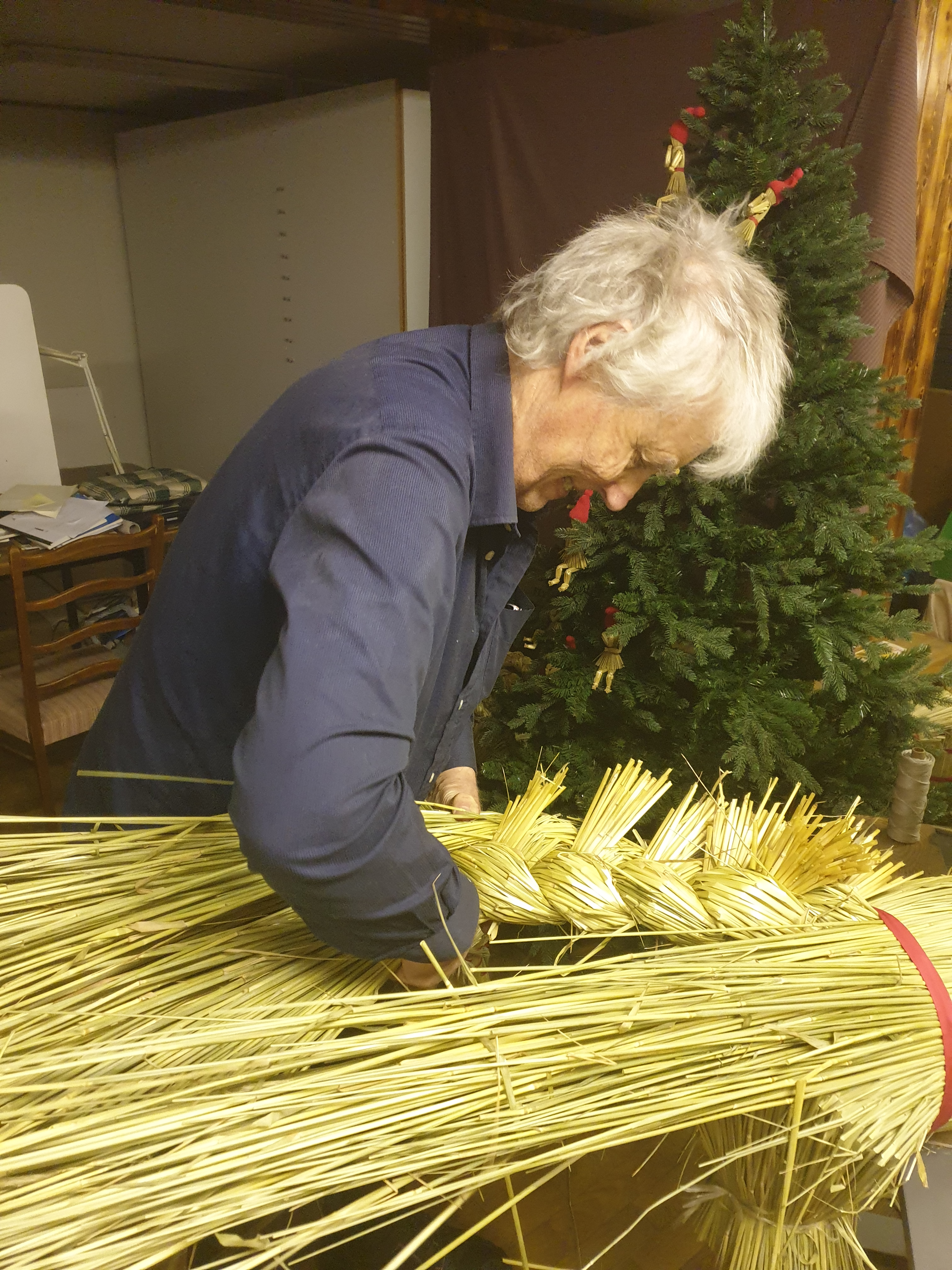
Het klaarmaken van een masker van stro voor de joelbok
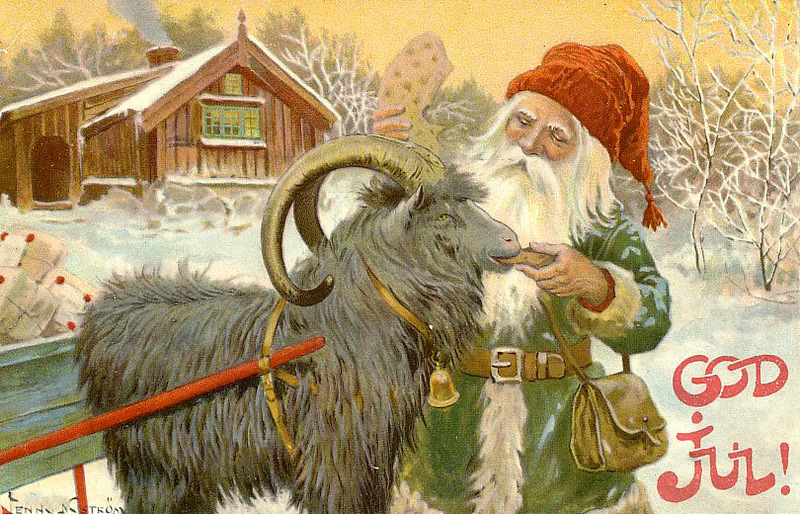
De Kerstman geeft wat lekkers aan de joelbok die voor de slee met cadeaus gespannen is op een kerstkaart, Jenny Nyström (1854–1946)